# Distrito de Unión Progreso
El distrito peruano de Unión Progreso es uno de los doce distritos de la provincia de La Mar, en el noreste del departamento de Ayacucho.

## Historia
Fue creado mediante la Ley N.º 31130 por aprobación del Congreso de la República y publicado en el diario oficial El Peruano, durante el gobierno del presidente Francisco Sagasti en 2021.